# Mali Piruzi
Mali Piruzi je hrid uz zapadnu obalu Istre, južno od Rovinja, oko 350 metara od kopna. Dio je Rovinjskog otočja.
Površina hridi je 1298 m2, a visina 1 metar.
U Državnom programu zaštite i korištenja malih, povremeno nastanjenih i nenastanjenih otoka i okolnog mora Ministarstva regionalnoga razvoja i fondova Europske unije, svrstana je pod "manje
nadmorske tvorbe (hridi različitog oblika i veličine)". Pripada Gradu Rovinju.